# Хелветинъярви
Национальный парк Хелветинъярви (фин. Helvetinjärven kansallispuisto; можно перевести, как «Озёра ада») — национальный парк, находящийся в области Пирканмаа в Финляндии. Хелветинъярви находится на территории общины Руовеси.
Парк был основан в 1982 году и управляется Главным лесным управлением Финляндии. В 2010 году по парку прокатилась буря, в результате которой было повалено много деревьев. Однако было объявлено, что это разнообразит животный мир национального парка — двукрылые и жесткокрылые поселятся в гниющих деревьях.
Площадь парка составляет до 49,8 км² (19,2 миль²). Ландшафт парка впечатляющий — бесконечные густые леса, глубокие ущелья, расщелины, горы и чистейшие озёра. Главная достопримечательность парка — расщелина Хельветинколу, расположенная в юго-восточной части озера Хелветинъярви. Посещаемость Хелветинъярви на 2010 год составила около 23 000 человек. В 2009 году эта цифра составляла 33 000 человек.